# Элерс, Николай
Николай Э́лерс (дат. Nikolaj Ehlers; 14 февраля 1996, Ольборг, Дания) — датский профессиональный хоккеист, нападающий клуба «Каролина Харрикейнз» выступающего в НХЛ.
Двоюродный брат хоккеиста Александра Труе.

## Карьера
Сын хоккеиста Хайнца Элерса. Сезон 2012/13 провел в швейцарском клубе Биль, после чего перебрался в «Галифакс Мусхедз». В сезоне 2015/16 дебютировал в НХЛ, в составе «Виннипег Джетс». В первом сезоне набрал 38 очков (15+23) в 72 матчах. 26 января 2016 года сделал первый хет-трик в НХЛ в игре против «Аризоны Койотис» (5:2).
В сезоне 2016/17 набрал 64 очка (25+39) в 82 матчах. Этот результат остаётся лучшим для Элерса по очкам и передачам за сезон. В сезоне 2017/18 набрал 60 очков (29+31) в 82 матчах. 9 октября 2017 года набрал 4 очка (3+1) в игре против «Эдмонтон Ойлерз» (5:2). В сезоне 2018/19 отметился хет-триками в ворота «Чикаго» и «Сан-Хосе».
1 ноября 2024 года набрал 4 очка (3+1) в игре против «Коламбуса» (6:2). Это был пятый хет-трик Элерса в НХЛ и первый с 2018 года.
4 июля 2025 года в качестве свободного агента пописал шестилетний контракт с «Каролина Харрикейнз» на сумму $51 млн.

## Карьера в сборной
Весной 2013 года дебютировал в юниорской сборной Дании на юниорском чемпионате мира в первом дивизионе, где датчане сумели выйти в элитный дивизион.
В конце 2013 года дебютировал в молодёжной сборной Дании на молодёжном чемпионате мира в первом дивизионе, где датчане сумели пробиться в элиту.
Участник молодёжного чемпионата мира 2015 в составе сборной Дании, на котором датчане впервые сумели сохранить прописку в нём на следующий год.

## Награды и достижения
| Приз                                                   | Сезон   |       |
| ------------------------------------------------------ | ------- | ----- |
| Лучший новичок года CHL                                | 2013–14 |       |
| Кубок RDS – Лучший новичок QMJHL                       | 2013–14 | [ 2 ] |
| Майк Босси Трофи – Лучший перспективный игрок QMJHL    | 2013–14 | [ 2 ] |
| Самый ценный игрок World Junior A Challenge            | 2014    |       |
| Мишель Бержерон Трофи – Лучший атакующий новичок QMJHL | 2014–15 |       |
| Поль Дюмон Трофи – «Индивидуальность года» QMJHL       | 2014–15 | [ 3 ] |
| Первая сборная Всех звёзд QMJHL                        | 2014–15 | [ 3 ] |